# Loxops ochraceus
El akepa de Maui (Loxops ochraceus) es una especie de ave paseriforme de la familia Fringillidae endémica de la isla de Maui, en el archipiélago de Hawái.

## Descripción

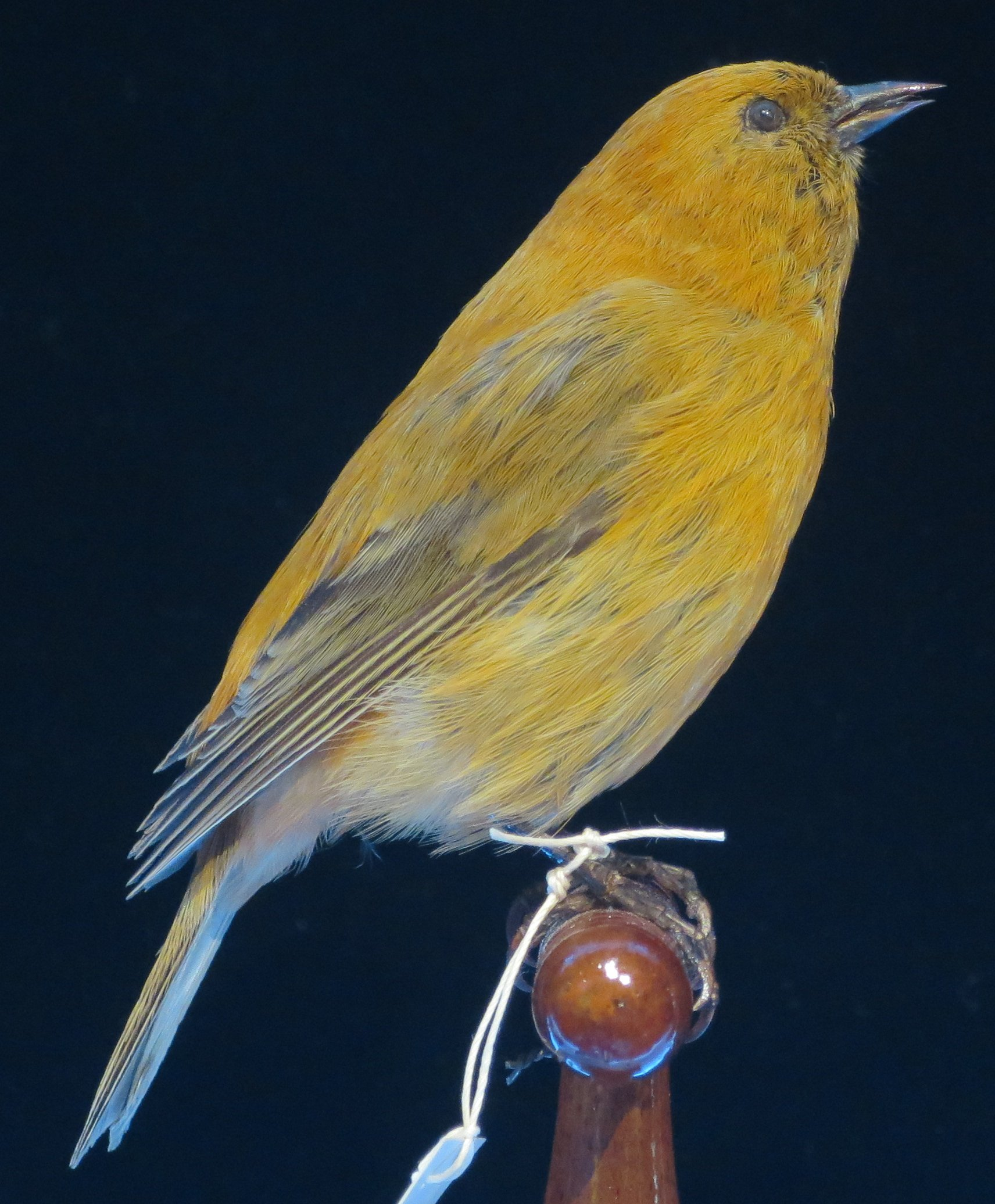
Ejemplar conservado en el museo Bishop de Honolulu.

Mide aproximadamente 10 cm de longitud. El plumaje presenta un dimorfismo sexual bastante claro, las hembras tienen la cabeza, el dorso, las alas y el obispillo de color verde oliva, mientras que la garganta, el pecho y el vientre son más claros y con fuertes tonos amarillos. En los machos el verde oliva se limita a unos pocos matices en las alas, mientras que el resto del plumaje es de color amarillo anaranjado. En ambos sexos, los remiges y la cola son negruzcas y del mismo color son las patas y el pico, mientras que los ojos son de color marrón oscuro.

## Conservación
La especie parece haber sido bastante común en la isla hasta principios del siglo xx, cuando comenzó a ser rara y difícil de observar. Después de veinte especímenes adquiridos por Perkins a fines del siglo xix, la última muestra estudiada materialmente es un hallazgo que data de junio de 1901. Posteriormente estas aves han sido observadas solo en raras ocasiones, con varias expediciones en los años 30 que fracasaron en la observación de algunos ejemplares y solo se reportaron 52 avistamientos entre 1979 y 1997. En 1961 se estimó una población residual de alrededor de cien muestras. En 1980 se habrían observado 8 especímenes en cuatro sitios diferentes, y se encuestó a una población de aproximadamente 230 individuos. El último ejemplar se habría avistado en 1988, mientras que todas las expediciones realizadas en el siglo xxi para observar individuos vivos resultaron negativas.
Se desconoce el estado real de conservación de la especie, que durante mucho tiempo se consideró una subespecie y, por lo tanto, no se sometió a estudios específicos, sin embargo, considerando los datos disponibles y los problemas del ecosistema hawaiano (especies introducidas, destrucción del hábitat, presión antrópica y enfermedades), la mayoría de los estudiosos están de acuerdo en que la akepa de Maui está extinta o en peligro crítico.